# Thomas Klein (Soziologe)
Thomas Klein (* 20. September 1955) ist ein deutscher Soziologe.

## Wissenschaftlicher Werdegang
Von 1975 bis 1980 erwarb er an der Universität Erlangen-Nürnberg den Abschluss als Diplom-Sozialwirt. Nach der Promotion zum Dr. rer. pol. 1986 an der Johann Wolfgang Goethe-Universität Frankfurt am Main und der Habilitation 1990 in Karlsruhe war er von 1994 bis 2023 Professor (C 3, W 3) für Soziologie mit der Ausrichtung Methoden der Empirische Sozialforschung und Sozialstrukturanalyse an der Ruprecht-Karls-Universität Heidelberg.

## Forschung
Seine Forschungsgebiete waren Sozialstrukturanalyse, Bevölkerungssoziologie, Familiensoziologie, Soziologie des Alter(n)s, Soziologie der Gesundheit.

### Publikationen (Auswahl)
- J. Stauder, I. Rapp, T. Klein: Couple relationships and health: the role of the individual's and the partner's education. In: Zeitschrift für Familienforschung. Band 31, Nr. 2, 2019, S. 138–154.
- T. Klein: Sozialstrukturanalyse. Beltz Juventa, 2016.
- A. Häring, T. Klein, J. Stauder, K. Stoye (Hrsg.): Der Partnermarkt und die Gelegenheiten des Kennenlernens: Der Partnermarktsurvey. Springer-Verlag, 2014.
- T. Klein, I. Rapp: Die altersbezogene Partnerwahl im Lebenslauf und ihr Einfluss auf die Beziehungsstabilität. In: Familie im Fokus der Wissenschaft. 2014, S. 203–223.
- T. Klein, I. Rapp: Der Einfluss des Auszugs von Kindern aus dem Elternhaus auf die Beziehungsstabilität der Eltern/The Impact of the Departure of Children from Home on the Risk of Parental Breakup. In: Zeitschrift für Soziologie. Band 39, Nr. 2, 2010, S. 140–150.
- T. Klein: Determinanten der Sportaktivität und der Sportart im Lebenslauf. In: Kölner Zeitschrift für Soziologie und Sozialpsychologie. Band 61, Nr. 1, 2009, S. 1.
- T. Klein, J. Eckhard: Fertilität in Stieffamilien. In: Kölner Zeitschrift für Soziologie und Sozialpsychologie. Band 56, 2004, S. 71–94.
- H. Brockmann, T. Klein: Love and death in Germany: The marital biography and its effect on mortality. In: Journal of Marriage and Family. Band 66, Nr. 3, 2004, S. 567–581.
- T. Klein, D. Fischer-Kerli: Die Zuverlässigkeit retrospektiv erhobener Lebensverlaufsdaten: Analysen zur Partnerschaftsbiografie des Familiensurvey. In: Zeitschrift für Soziologie. Band 29, Nr. 4, 2000, S. 294–312.